# Time (dal)
A Time egy rockdal, mely Izraelt képviselte a 2012-es Eurovíziós Dalfesztiválon. A dalt a héber Izabo együttes adta elő angol–héber nyelven.
A dalt a 2012. március 2-án mutatták be, miután februárban egy belső zsűri kiválasztotta az együttest erre a feladatra.
Az Eurovíziós Dalfesztiválon a dalt a május 22-én rendezett első elődöntőben adták elő, a fellépési sorrendben tizedikként a finn Pernilla När jag blundar című dala után, és a san marinoi Valentina Monetta The Social Network Song című dala előtt. Az elődöntőben 33 ponttal a 13. helyen végzett, így nem jutott tovább a döntőbe.
A következő izraeli induló Moran Mazor volt Rak bishvilo című dalával a 2013-as Eurovíziós Dalfesztiválon.

## Lásd még
- Izabo
- 2012-es Eurovíziós Dalfesztivál